# Филатова, Екатерина Андреевна
Екатерина Андреевна Филатова (род. 11 августа 1989) — российская легкоатлетка (бег на короткие дистанции). Чемпионка России в помещении 2012 года в беге на 60 метров, мастер спорта России международного класса.

## Биография
Екатерина Андреевна Филатова родилась 11 августа 1989 года.
Тренировалась в ГБУ МО «ЦОВС» и  ГБУ ДО МО «СДЮСШОР по л/а».
Участвовала в чемпионате мира среди юниоров 2008 года и чемпионате Европы среди молодёжи 2009 года.
В 2011 году на чемпионате Европы среди молодёжи в эстафете 4×100 метров завоевала золотую медаль, также заняла 6 место на дистанции 100 метров.
В 2012 году стала чемпионкой России в помещении на дистанции 60 метров.
На чемпионат мира в помещении 2012 года в Стамбуле заняла лишь 29 место в квалификации и не попала в финальную часть соревнований.
В 2012 году была удостоена звания Мастер спорта России международного класса.
В 2012 году вышла замуж. Есть сын Артём.
В 2016 году завершила спортивную карьеру.